# Verena Späthe

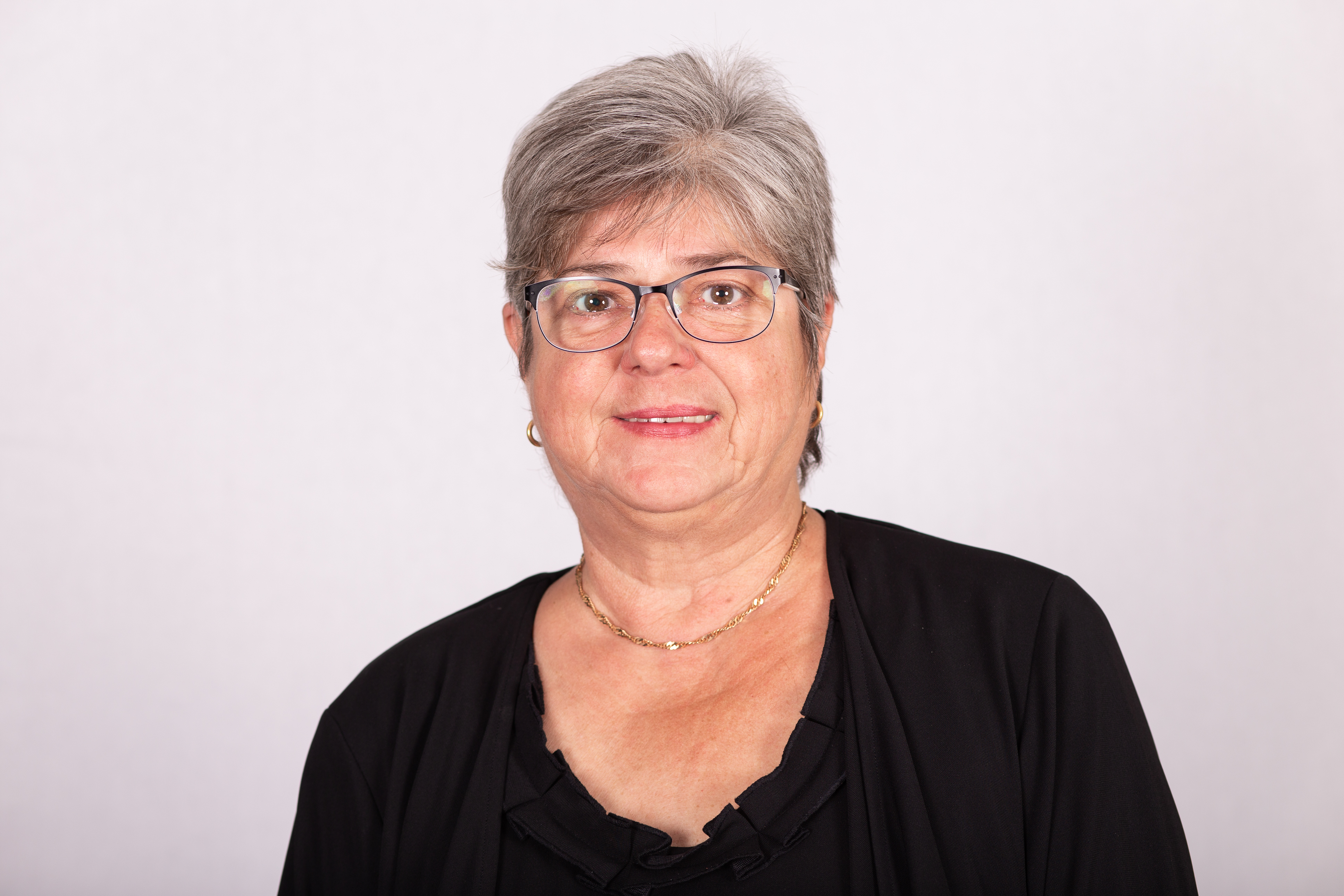
Verena Späthe 2018

Verena Späthe (* 29. Mai 1958 in Jena) ist eine deutsche Politikerin der SPD und war von 2006 bis 2021 Abgeordnete im Landtag von Sachsen-Anhalt.

## Leben und Beruf
Nach ihrem Abitur 1976 studierte sie und graduierte als Diplom-Ingenieur-Ökonom. Von 1980 bis 1982 war Späthe Assistentin/Oberassistentin  an der TH Merseburg und promovierte 1986 zum Doktor der Wirtschaftswissenschaften (Dr. oec.). Von 1992 bis Februar 2007 war sie als Geschäftsführerin im Sozialen Betreuungswerk Gemeinnützige Gesellschaft mbH tätig.
Verena Späthe ist verheiratet und hat zwei Kinder.

## Politik
Ab 1990 war sie bis zu ihrer Wahl in den Landtag (2006) Mitglied im Stadtrat von Merseburg und dort auch Vorsitzende der SPD-Stadtratsfraktion. Von 1998 bis 2007 gehörte sie dem Kreistag Merseburg-Querfurt an. Nach der durch die Kreisreform bedingten Kommunalwahl ist sie seit 2007 Mitglied der SPD-Kreistagsfraktion des Saalekreises und dessen stellvertretende Fraktionsvorsitzende. Im Landtag vertrat sie den Wahlkreis Merseburg und war Mitglied im Ausschuss für Soziales. Mit Ablauf der sechsten Legislaturperiode schied sie aus dem Landtag aus.
Seit dem 15. August 2016, als sie für die ausgeschiedene Abgeordnete Nadine Hampel über die Landesliste der SPD nachrückte, war sie wieder Mitglied im Landtag von Sachsen-Anhalt. Im Parlament war sie Mitglied des Ausschusses für Arbeit, Soziales und Integration sowie des Ausschusses für Petitionen.